# Приключения жёлтого чемоданчика
«Приключения жёлтого чемоданчика» — советская музыкальная кинокомедия режиссёра Ильи Фрэза 1970 года. Экранизация одноимённой повести Софьи Прокофьевой. Фильм был снят в Таллине (старый город) и Москве (новые районы).

## Сюжет
В одном большом городе жили два школьника: мальчик Петька и девочка Тома. Тома никогда не улыбалась, не смеялась и часто плакала. А Петька был трусом, ему не хватало смелости. Даже оставить мальчика одного дома мама не могла, от страха он сразу забирался под папин диван. И вот мама Петьки и папа Томы решили обратиться за помощью к волшебному детскому доктору. У него было множество чудесных лекарств — «весёлый порошок», микстура-«антиболтин», лекарство, пробуждающее желание учиться и т. д. Но, главное, доктор приготовил «конфеты настоящей храбрости», которыми собирался вылечить Петю. Консультируя папу Томы, летчика Верёвкина, доктор перепутал свой жёлтый чемоданчик, с которым ходил к пациентам, с точно таким же чемоданчиком лётчика.
Ошибка выяснилась, когда доктор пришёл в квартиру к Петьке для осмотра. Теперь доктору нужно срочно увидеть Верёвкина: если лётчик-испытатель случайно примет конфету храбрости, то в воздухе может произойти катастрофа. Одну конфету случайно съедает бабушка Томы Анна Петровна, после чего отправляется гулять по крыше дома и запрыгивает на едущий троллейбус. Доктор спасает бабушку, когда действие конфет заканчивается. Бабушка Томы вместе с доктором отправляется на аэродром. Туда же отправляются Тома и Петька, начинающий перебарывать свой страх. Дети добираются до аэропорта. Осмелевший Петька даёт отпор шайке хулиганов, обижавших Тому. После они находят главного начальника в аэропорту. Оказывается, что Верёвкин отдал конфеты другу — дрессировщику Фёдору Буланкину. Тома и Петька бегут в цирк и в последний момент спасают дрессировщика из пасти тигра.
Дети скармливают конфеты храбрости маленьким дрессированным собачкам. Раньше они боялись собственной тени, а теперь веселят зрителей, прогнав с арены тигров. В итоге, после всех пережитых приключений, дети самостоятельно излечиваются от своих недугов. Петька наконец стал храбрым, а Тома перестала плакать.

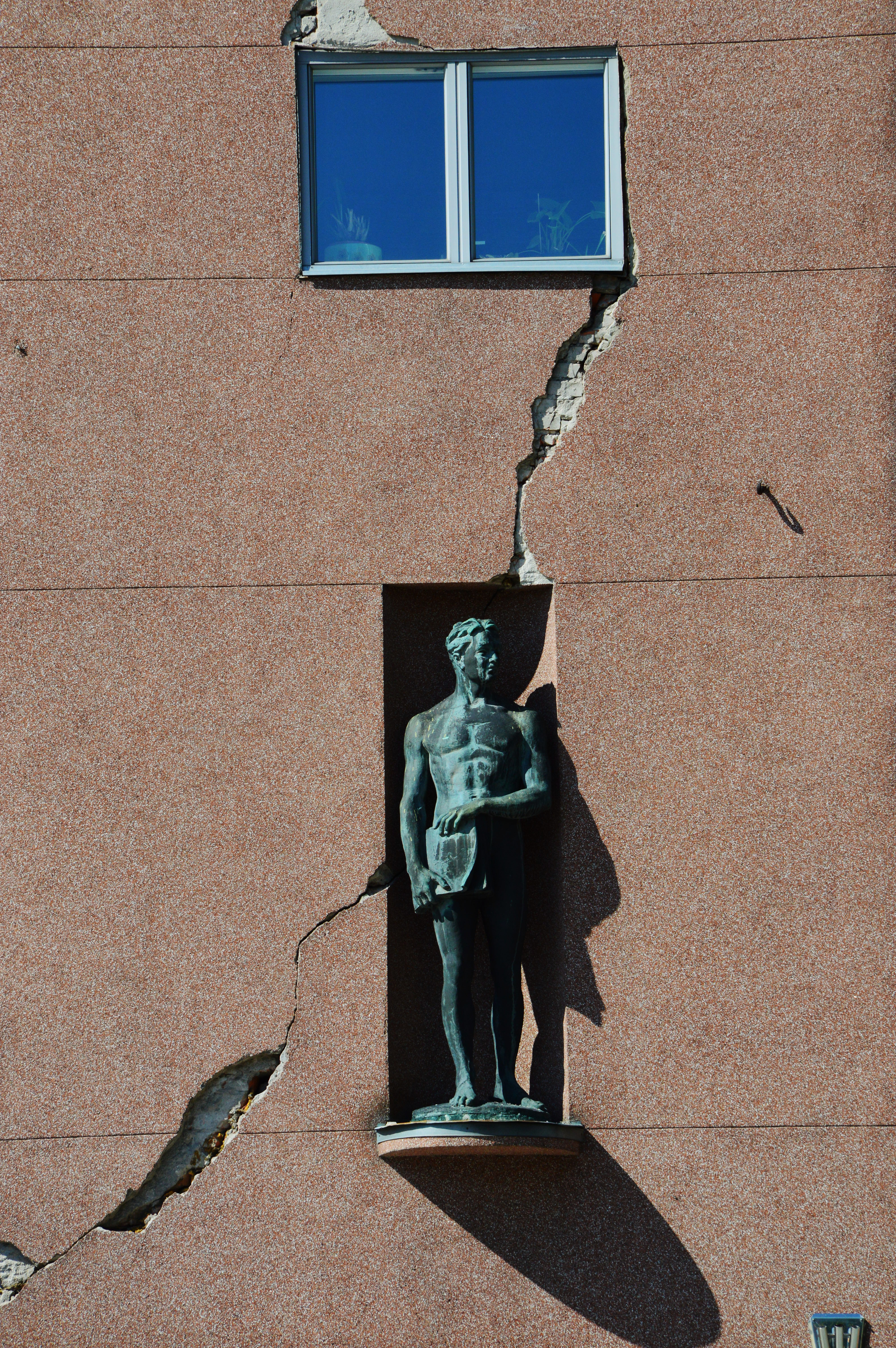
Статуя на фасаде таллинского Дома искусств, показанная в фильме

## В ролях
| Актёр               | Роль                                 |
| ------------------- | ------------------------------------ |
| Андрей Громов       | Петя                                 |
| Виктория Чернакова  | Тома                                 |
| Евгений Лебедев     | доктор                               |
| Татьяна Пельтцер    | Анна Петровна Верёвкина бабушка Томы |
| Наталья Селезнёва   | мама Пети                            |
| Борис Быстров       | лётчик Валентин Верёвкин папа Томы   |
| Александр Кавалеров | Гришка главный хулиган               |
| Лариса Тихонова     | Виолетта                             |
| Виктор Тихонов      | дрессировщик Буланкин                |
| Евгений Весник      | командир неба                        |
| Константин Кунтышев | прораб                               |
| Игорь Воеводин      | болтун                               |
| Евгений Модель      | второй хулиган                       |
| Сергей Родионов     | третий хулиган                       |
| Рина Зелёная        | пассажирка в троллейбусе             |
| Владимир Липпарт    | таксист                              |

## Съёмочная группа
- Сценаристы: Софья Прокофьева, Илья Фрэз
- Режиссёр-постановщик: Илья Фрэз
- Главный оператор: Михаил Кириллов
- Композитор: Ян Френкель
- Текст песен: Софья Прокофьева, Генрих Сапгир
- Исполнители песен: 
  - Олег Анофриев («Весёлый ветер», вступительная и заключительная)
  - Евгений Лебедев («Песня доктора»)
  - Клара Румянова («Песня Томы»)
  - Татьяна Пельтцер («Песня бабушки»)
  - Александр Кавалеров («Песня хулиганов»)
- Художник-мультипликатор: Кирилл Малянтович

## Награды
- Серебряная медаль и Почётный диплом жюри «Сильдак» на XXII Международном Венецианском кинофестивале фильмов для детей и юношества (Италия) 1970 года.
- Специальный диплом детского жюри на Международном кинофестивале в Тегеране (Иран) 1970 года.